# Sziklai ökörszem
A sziklai ökörszem (Salpinctes obsoletus) a madarak osztályának verébalakúak (Passeriformes) rendjébe és az ökörszemfélék (Troglodytidae) családjába tartozó Salpinctes nem egyetlen faja.
A magyar név forrással nincs megerősítve.

## Előfordulása
Kanada, az Amerikai Egyesült Államok, Mexikó, Costa Rica, Guatemala, Honduras, Nicaragua és Salvador területén honos. A természetes élőhelye szubtrópusi és trópusi síkvidéki és hegyi sziklás bokrosok.

## Alfajai
- Salpinctes obsoletus obsoletus (Say, 1823)
- Salpinctes obsoletus guadeloupensis Ridgway, 1876
- Salpinctes obsoletus tenuirostris van Rossem, 1943

## Megjelenése
Testhossza 12 centiméter.

## Életmódja
Pókokkal és rovarokkal táplálkozik.

## Szaporodása
Fészekalja 5-6 tojásból áll, melyen csak a tojó kotlik 14-16 napig.